# ジャカルタLRT
ジャカルタLRT（ジャカルタエルアールティー、インドネシア語:Lintas Rel Terpadu Jakarta）は、インドネシアのジャカルタ首都特別州のLRT（ライトレール）路線である。ジャカルタ首都特別州政府によって発案され建設された。建設の第一段階であるベロドロームからペガンサアンドゥアまで建設され、2019年12月1日に開業した。記号はSとU。
ジャカルタLRTは、市営の不動産およびインフラ会社PT Jakarta Propertindo（Jakpro）の子会社であるPT LRTジャカルタによって運営されている。

## 歴史

### 建設背景
ジャカルタで提案されているLRT路線は、当初は計画が中断されたジャカルタモノレールプロジェクトの代替案として考えられた。モノレールプロジェクトの中断は、ジャカルタのバスキ・チャハジャ・プルナマ知事がセティアブディ貯水池の上にモノレールの車両基地を建設することに反対したためであった。反対した経緯は、ラトゥハルハリ堤防の崩壊により発生した2013年のジャカルタ洪水事故の再発を避けるためであった。モノレールプロジェクトは、投資家がジャカルタ州政府によって設定された高度な要件を満たせなかったため、最終的に中止となった。その結果、LRTプロジェクトが優先され、バスキ・チャハジャ・プルナマ知事は、中止されたモノレールプロジェクトと比較して、一貫性が高く、障害が少ないことを期待していると述べた。
ジャカルタLRTの建設計画は、ジャカルタ特別州における公共交通機関の導入促進に関する2015年大統領令第99号を参照している。2018年アジア競技大会の準備の一環として、ジャカルタLRTは補完的な公共交通機関として指定され、その建設を促進するために、ジャカルタ知事はプロジェクトのためにPTジャカルタ・プロパティンドとPTペンバングナン・ジャヤを建設業者として直接任命した。

### 第一期区間

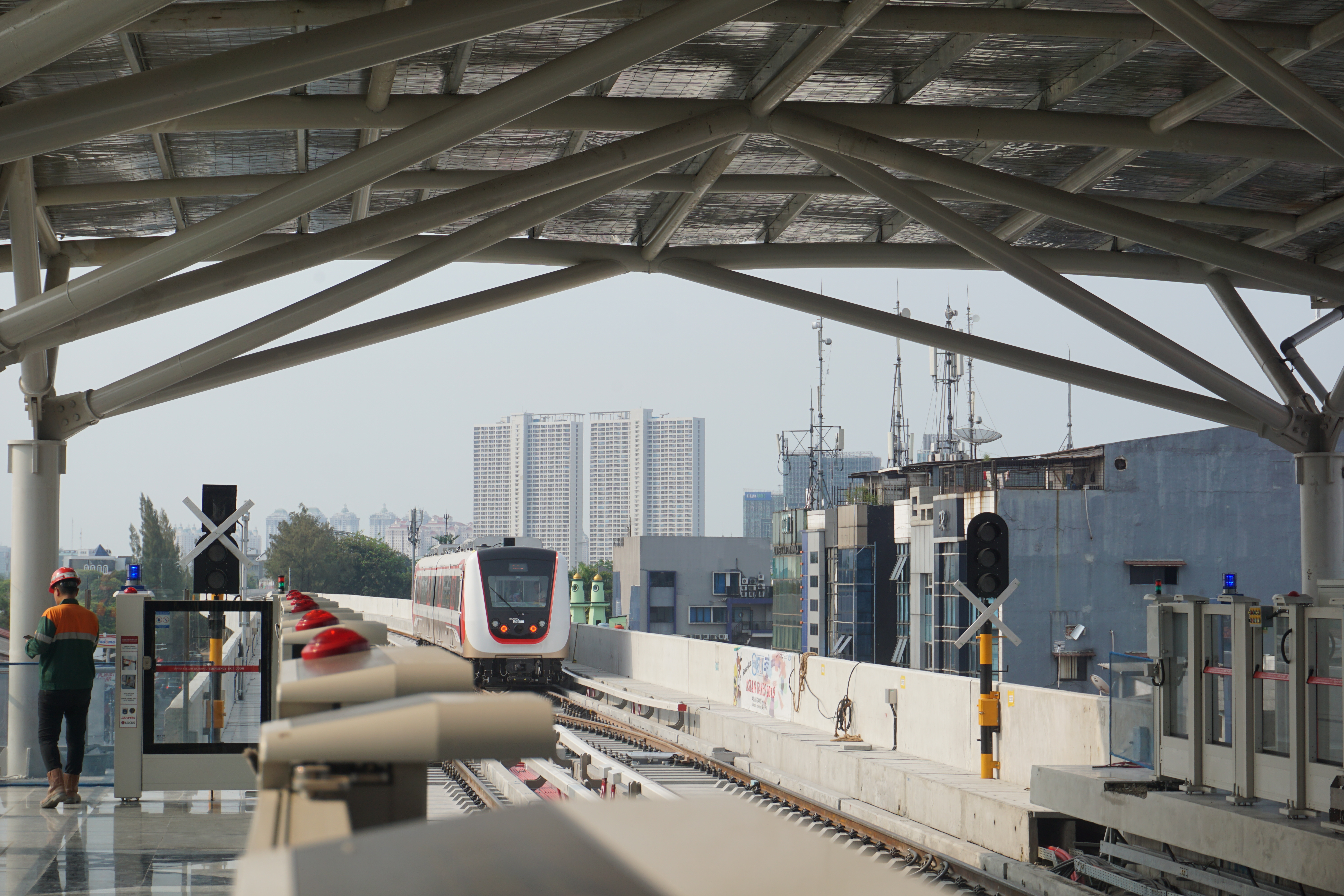
限定試運転中にヴェロドローム駅を出発する現代ロテムのLRT車両 (2018年9月7日)

ジャカルタLRTの起工式は、2015年9月にジャカルタ大都市圏LRTの起工式に合わせて行われる予定だった。ジャカルタLRTの起工式は、ジャカルタ市489周年に合わせて2016年6月22日に行われた。2016年12月、PTウィジャヤ・カリヤが5兆2900億ルピア（約3億4760万米ドル）相当のLRT建設プロジェクトの請負業者に任命された。建設自体は土地取得が完了した後の2017年初頭に始まった。
ジャカルタLRTプロジェクトは、市内の道路の交通渋滞の問題を軽減させることを目的としている。車両は韓国の現代ロテム製で、2018年4月13日に最初の編成がタンジュンプリオク港に到着した。一つの編成につき2両で定員は270～278人で合計8編成が導入された。STエンジニアリングエレクトロニクス社製のプラットホームドアが全駅に設置されている。この施設を建設するために、BCAはシンジケートローン2兆7800億ルピアを支出した。
完成目標である2018年アジア競技大会前の正式開業は達成されず、競技会期間中はLRTが試験運行として限定的に運行された。限定的な試験運行は2018年8月15日から実施された。

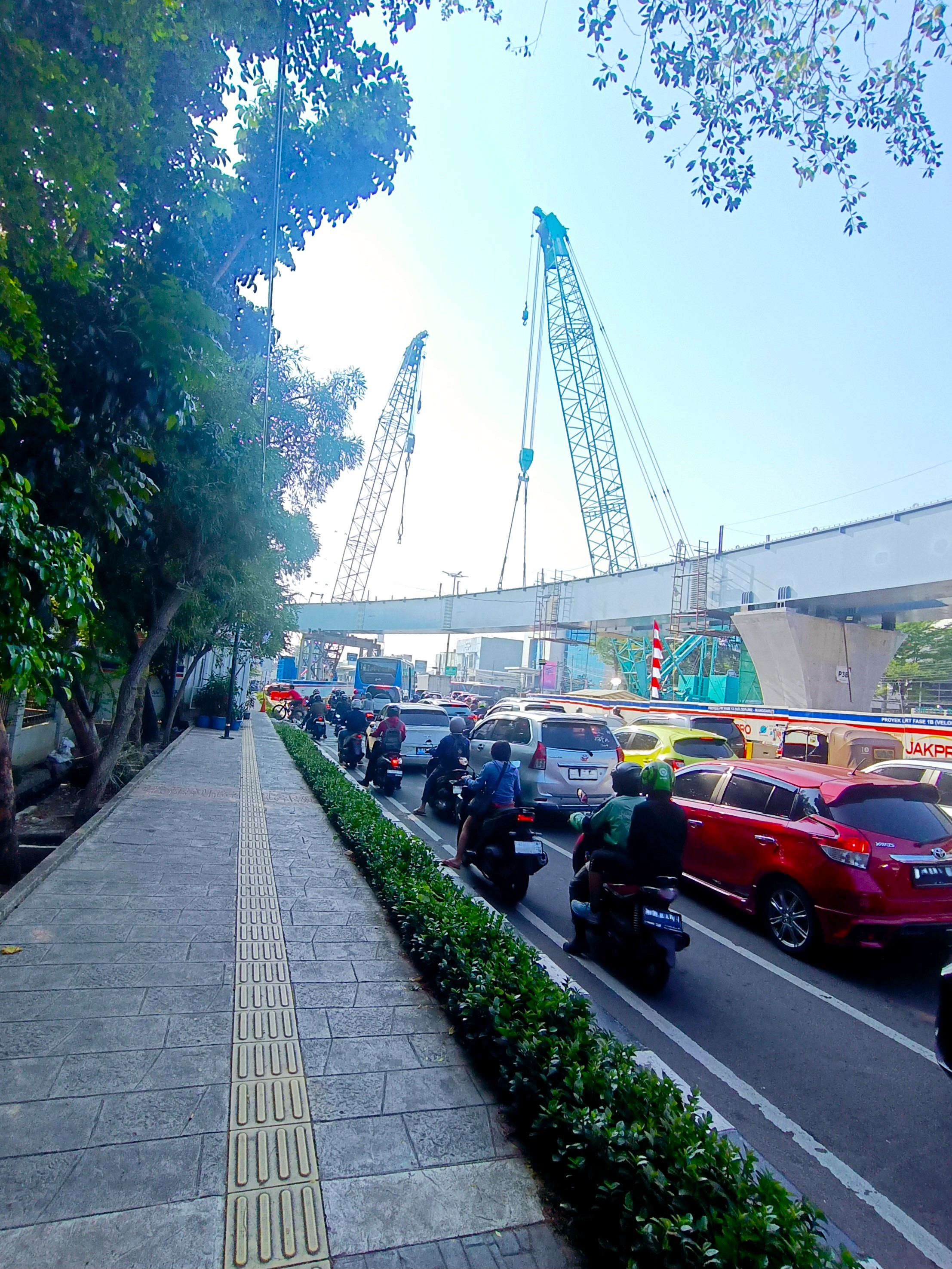
第一B期区間の建設風景(2024年)

2019年6月11日、ブールバード・ウタラ駅とベロドローム駅の間で一般向けの完全試験運行が開始され、登録チケット所持者は無料で入場可能となった。2019年12月に営業運転が開始されて以来、「フラッグ」システムの乗客数は減少しており、1日平均4,364人となっている。

### 第一B期区間
建設の起工式は2023年10月30日に行われた。建設業者にはPT Waskita Karyaが担当する。この計画は、すでに営業しているベロドロームからペガンサーンドゥアまでの既存区間の延長として開業する予定である。総距離6.4 kmの延長線と5つの新駅（ペムダ・ラワマングン、プラムカBPKP、パサール・プラムカ、マトラマン、マンガライ）を建設する予定。建設費用は5.5兆ルピアと推定されており、すべてジャカルタの州予算から支出される。2024年6月時点で工事進捗率は18.147%に達している。ジャカルタ首都特別州のヘル・ブディ・ハルトノ知事代行は、計画は2024年から2026年まで実施され、ラワマングン駅からプラムカ駅までの工事は2024年9月に終了し、残りの工事は2026年度内に完了すると述べた。

## 駅一覧

### 南ルート
現在開業している路線は、長さ5.8 kmの1号線だけである。この路線はクラパ・ガディン地区のペガンサーン・ドゥア駅とプロ・ガドゥンのベロドローム駅を結んでいる。この区間は完全高架で全6駅となっている。ペガンサーンドゥア駅では、終着駅の役目だけではなく、車両基地も併設されている。
| 駅番号                                                    | コード     | 駅名                                                   | 乗り換え路線 | 情報                                                                             | 所在地         |
| 第一期区間                                                | 第一期区間 | 第一期区間                                             | 第一期区間 | 第一期区間                                                                       | 第一期区間     |
| --------------------------------------------------------- | ---------- | ------------------------------------------------------ | --- | -------------------------------------------------------------------------------- | -------------- |
| S 01 U 01                                                 | PGD        | ペガンサアンドゥア Pegangsaan Dua                      | | - ターミナル駅 - 車両基地                                                        | 北ジャカルタ市 |
| S 02                                                      | BVU        | ブールバード・ウタラ Boulevard Utara (Summarecon Mall) | | クラパガディンモールに隣接                                                       | 北ジャカルタ市 |
| S 03                                                      | BVS        | サウスブールバード Boulevard Selatan                   | |                                                                                  | 北ジャカルタ市 |
| S 04                                                      | PUM        | プロマス Pulomas                                       | - ジャカルタMRT 東西線(建設中) - (パクロナン・ティムール駅 ) - トランスジャカルタBRT - (プロマス停留所)                                                                               |                                                                                  | 東ジャカルタ市 |
| S 05                                                      | EQS        | エクエストリアン Equestrian                            | | - ジャカルタ国際馬術公園(JIEP)                                                   | 東ジャカルタ市 |
| S 06                                                      | VEL        | ヴェロドローム Velodrome                               | - トランスジャカルタBRT - (ラワマングンユース停留所) | - トランスジャカルタのバス停との統合駅 - ジャカルタ国際自転車競技場 - 暫定終着駅 | 東ジャカルタ市 |
| 第一B期区間 (2026年完成予定): ヴェロドローム - マンガライ |            |                                                        | |                                                                                  |                |
| S 07                                                      |            | ラワマングン Rawamangun                                | - トランスジャカルタBRT - (カユジャティ停留所) | - ジャカルタ国立大学                                                             | 東ジャカルタ市 |
| S 08                                                      |            | BPKPスカウト Pramuka BPKP                              | - トランスジャカルタBRT - (スカウトユース停留所) |                                                                                  | 東ジャカルタ市 |
| S 09                                                      |            | スカウトマーケット Pasar Pramuka                       | - トランスジャカルタBRT - (ゲンジン マーケット停留所) |                                                                                  | 東ジャカルタ市 |
| S 10                                                      |            | マトラマン Matraman                                    | - トランスジャカルタBRT - (マトラマン停留所 ) |                                                                                  | 東ジャカルタ市 |
| S 11                                                      |            | マンガライ Manggarai                                   | - KAI長距離列車 (計画中) - KRLコミューターライン - ボゴール線 - チカラン線 - スカルノ・ハッタ空港線 - トランスジャカルタBRT - (マンガライ停留所)                                      | - トランスジャカルタのバス停との統合駅 - マンガライ駅に直結 - 第一B期区間 終着駅 | 南ジャカルタ市 |
| 第一C期区間 (計画案): マンガライ - ドゥク・アタス         |            |                                                        | |                                                                                  |                |
| S 12                                                      |            | ドゥク・アタス Dukuh Atas                              | - KRLコミューターライン - チカラン線 - (BNIシティ駅) (スディルマン駅) - ジャカルタMRT 南北線 - (スディルマン駅) - トランスジャカルタBRT - ジャボデベックLRT - チブブール線 - ブカシ線 | ドゥク・アタス公共交通指向型エリア ・各路線との統合駅となっている。              | 南ジャカルタ市 |
| 第二A期区間 (計画案): ベロドローム - クレンダー           |            |                                                        | |                                                                                  |                |
| S 08                                                      |            | ペムーダー Pemuda                                      | - トランスジャカルタBRT - (ラユールバス停留所) |                                                                                  | 東ジャカルタ市 |
| S 09                                                      |            | ポロ・ガドゥング・バラッド Pulo Gadung Barat           | - トランスジャカルタBRT - (ムルデカユース停留所） |                                                                                  | 東ジャカルタ市 |
| S 10                                                      |            | ジャカルタ Jayakarta                                   | |                                                                                  | 東ジャカルタ市 |
| S 11                                                      |            | クレンダー Klender                                     | - KRLコミューターライン - チカラン線 (クレンダー駅) - トランスジャカルタBRT - (クレンダー高架停留所)                                                                                  | 第二B期区間 終着駅                                                               | 東ジャカルタ市 |
| 第三B期区間 (計画案): クレンダー - ハリム                 |            |                                                        | |                                                                                  |                |
| S 12                                                      |            | パラアワン・レボリュラシー Pahlawan Revolusi           | |                                                                                  | 東ジャカルタ市 |
| S 13                                                      |            | ノース・バンブー・コテージ Pondok Bambu Utara          | - ペンバングナン ジャヤ LRT - 第一建設段階 - (ポンドック バンブー駅、計画中) |                                                                                  | 東ジャカルタ市 |
| S 14                                                      |            | カリマラン Kalimalang                                  | |                                                                                  | 東ジャカルタ市 |
| S 15                                                      |            | ハリム Halim                                           | - インドネシア高速鉄道(WHOOSH) - (ハリム高速鉄道駅) - ジャボデベックLRT - ブカシ線 (ハリム駅)                                                                                         | 第三期区間 終着駅                                                                | 東ジャカルタ市 |

### 北ルート(計画中)
| 駅番号                                                                  | コード                                                                  | 駅名                                                                    | 乗り換え路線                                                                                          | 情報                                                                    | 所在地                                                                  |
| 第二A期区間 (計画案): クラパ・ガディン・ジャカルタ国際スタジアム（JIS） | 第二A期区間 (計画案): クラパ・ガディン・ジャカルタ国際スタジアム（JIS） | 第二A期区間 (計画案): クラパ・ガディン・ジャカルタ国際スタジアム（JIS） | 第二A期区間 (計画案): クラパ・ガディン・ジャカルタ国際スタジアム（JIS）                               | 第二A期区間 (計画案): クラパ・ガディン・ジャカルタ国際スタジアム（JIS） | 第二A期区間 (計画案): クラパ・ガディン・ジャカルタ国際スタジアム（JIS） |
| ----------------------------------------------------------------------- | ----------------------------------------------------------------------- | ----------------------------------------------------------------------- | --- | ----------------------------------------------------------------------- | ----------------------------------------------------------------------- |
| U 01 S 01                                                               | PGD                                                                     | ペガンサアンドゥア Pegangsaan Dua                                       | | - ターミナル駅 - 車両基地                                               | 北ジャカルタ市                                                          |
| U 02                                                                    |                                                                         | Kelapa Nias                                                             | |                                                                         | 北ジャカルタ市                                                          |
| U 03                                                                    |                                                                         | ボブルヴァード・ガディン Boulevard Gading                               | - トランスジャカルタBRT - (スンテル・クラパ・ガディン停留所）                                         |                                                                         | 北ジャカルタ市                                                          |
| U 04                                                                    |                                                                         | Sunter Timur                                                            | |                                                                         | 北ジャカルタ市                                                          |
| U 05                                                                    |                                                                         | Gelanggang Remaja                                                       | - トランスジャカルタBRT - (スンター・ウタラ停留所）                                                   |                                                                         | 北ジャカルタ市                                                          |
| U 06                                                                    |                                                                         | スンター・バラート Sunter Barat                                         | - トランスジャカルタBRT - (スンター・ウタラ停留所）                                                   |                                                                         | 北ジャカルタ市                                                          |
| U 07                                                                    |                                                                         | ジャカルタ国際スタジアム Jakarta International Stadium                  | - KRLコミューターライン - タンジュンプリオク線 - (ジャカルタ国際スタジアム駅 ・構想中)                |                                                                         | 北ジャカルタ市                                                          |
| 第三A期区間 (計画案): ジャカルタ国際スタジアム（JIS） - ラジャワリ      |                                                                         |                                                                         | |                                                                         |                                                                         |
| U 08                                                                    |                                                                         | Martadinata                                                             | - KRLコミューターライン - タンジュンプリオク線 - (アンチョール駅)                                     |                                                                         | 北ジャカルタ市                                                          |
| U 09                                                                    |                                                                         | Benyamin Sueb                                                           | - トランスジャカルタBRT - (JIEXPO ケマヨラン停留所）                                                  | ペカン・ラヤ・ジャカルタ最寄り駅                                        | 北ジャカルタ市                                                          |
| U 10                                                                    |                                                                         | Kemayoran                                                               | |                                                                         | 北ジャカルタ市                                                          |
| U 11                                                                    |                                                                         | ラジャワリ Rajawali                                                     | - KRLコミューターライン - チカラン線 (ラジャワリ駅 ) - トランスジャカルタBRT - (レッドフリッジ停留所) | 第三A期区間 終着駅                                                      | 中央ジャカルタ市                                                        |

## チケットと運賃

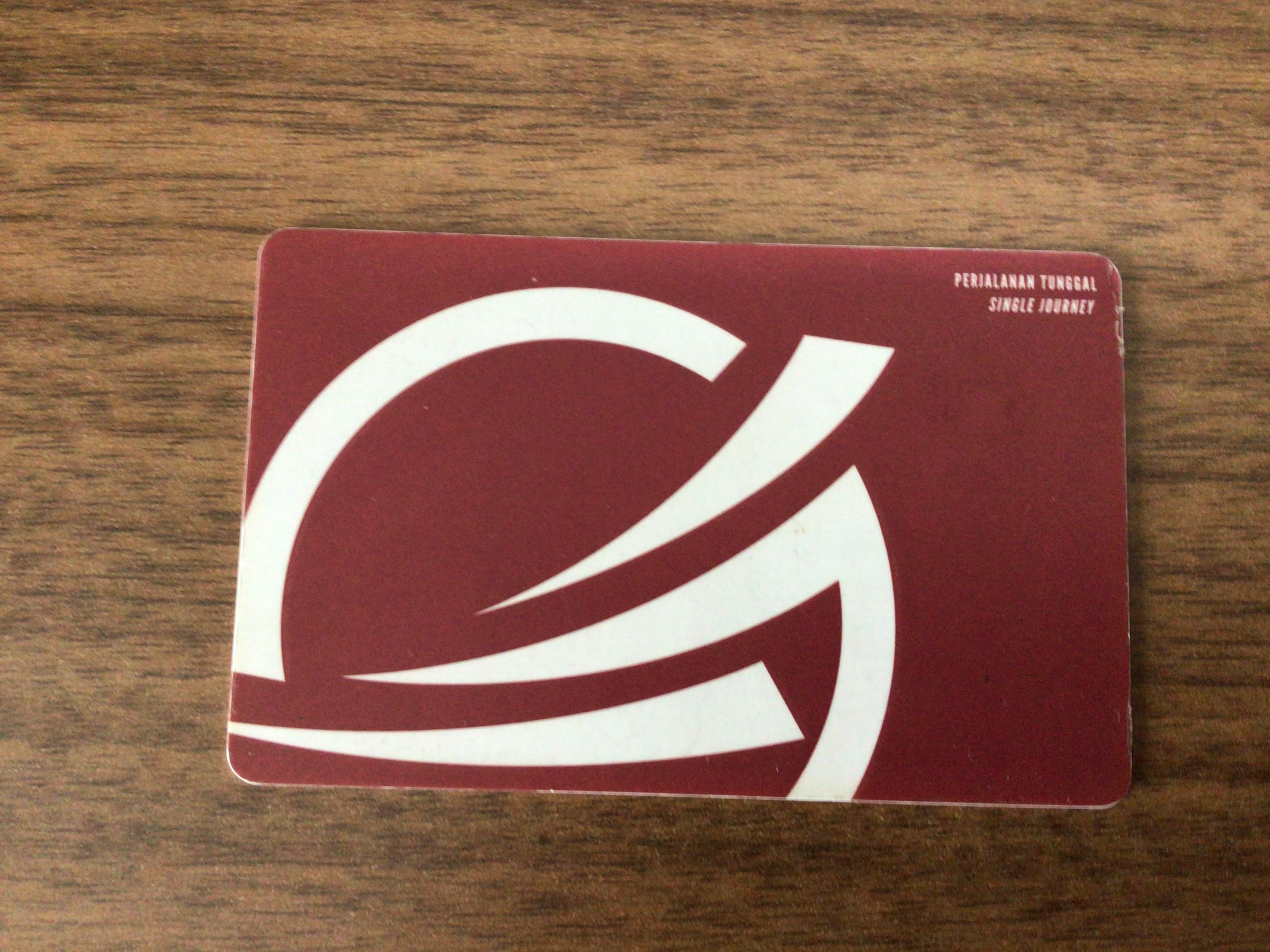
シングルジャーニートリップカード

2019年12月1日より、ジャカルタLRTでは運賃が導入された。運賃は5,000ルピアで、均一運賃である。現金および電子マネーやカードによる支払いが可能である。カードが未所持である利用者は、シングルジャーニートリップカードを購入して乗車できる。 カード利用者は事前に20,000ルピアのデポジットを支払う必要がある。15,000ルピア相当の残高であれば、利用者が利用してから最大7日以内であれば払い戻しが保証される。しかし、新型コロナウイルス感染症のパンデミック以降、現金支払いや片道切符の販売は廃止された。 他にも下記の電子マネーカードも利用ができる。
- 電子マネーカード(Bank Mandiri）
- Flazz (Bank BCA)
- Tap-Cash (Bank BNI)
- Brizzi (Bank BRI)
- Jakcard (Bank DKI, Bank Mandiri, Bank BRI)

電子マネーカードの利用者は、直接改札にタッチができ、残高が自動的に差し引かれる。2020年8月3日より、LinkAja 決済システムも利用できる。LinkAjaを使用して支払いを行うユーザーは、自動券売機のリーダーにQRコードをかざすだけ利用が可能だ。QR コードによる支払いは、JakLingkoアプリで購入したチケットの QR コードをスキャンすることでも可能である。 ユーザーは、カードでもアプリでも、同じ駅で改札にタッチを行うことはできない。

## 乗降者数

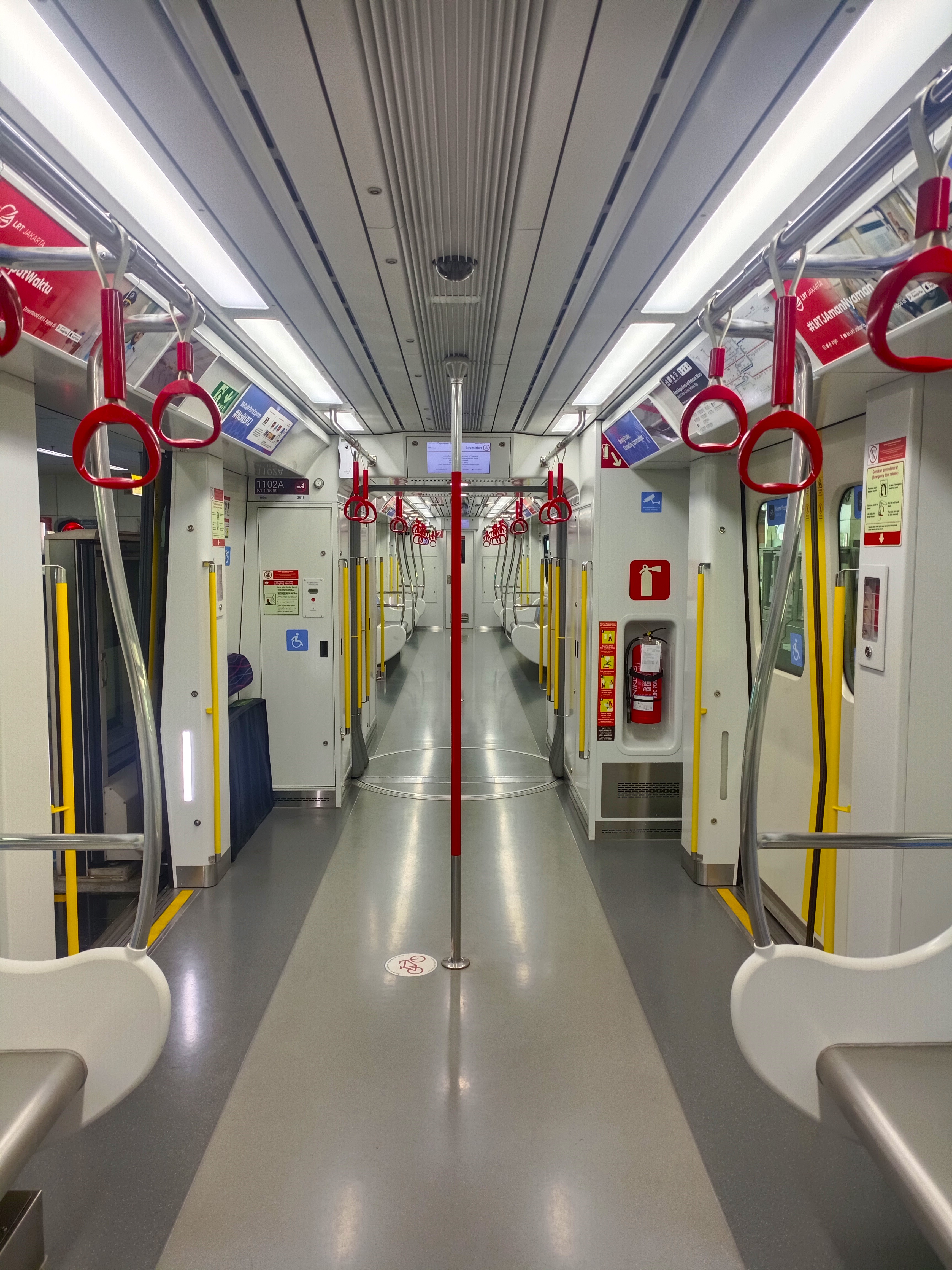
ジャカルタLRT車両の車内(2024年)

建設開始当初の予測では、1日の目標乗客数は14,225人/日、年間519万人であった。2023年の開業後には当初目標の20％にあたる1,037,162人（1日あたり2,842人）を記録した。 2026年末までに完成予定のヴェロドローム - マンガライ間の開業後、一日の乗降者数は18万人、年間2,920万人を目標としている。
| 年   | 乗降者数(人) | 参照 |
| ---- | ------------ | ---- |
| 2020 | 480,690      | Ref  |
| 2021 | 315,366      | Ref  |
| 2022 | 685,249      | Ref  |
| 2023 | 1,037,162    | Ref  |
| 2024 |              |      |

## 事件・事故

### 2025年3月11日
東ジャカルタ市のプロ・ガドゥン、ジャラン・ペムダ1道路のベロドローム-マンガライ間の第一B建設区間で火災が発生した。原因は最大500リットルのディーゼル燃料が入ったドラム缶に落ちた溶接火花が原因であると考えられている。周辺のソーラーパネルも燃え、火は事件現場近くの道路のジャラン・ペムダ1に燃え広がった。火災は30分で無事に消し止められ6人が救出されたが、被害額は数千万ルピアに上ると推定される。